# Dysoxylum kouiriense
Dysoxylum kouiriense är en tvåhjärtbladig växtart som beskrevs av Virot. Dysoxylum kouiriense ingår i släktet Dysoxylum och familjen Meliaceae. Inga underarter finns listade i Catalogue of Life.